# Schlüchterner Tunnel
Der Schlüchterner Tunnel (auch Distelrasen-Tunnel) ist ein Eisenbahntunnel an der Kinzigtalbahn (Frankfurt am Main−Fulda). Er unterquert den hessischen Distelrasen, einen Ausläufer des Landrückens, zwischen Flieden und Schlüchtern und trägt daher seinen Namen. Mit einer Länge von 3575 m ist die 1914 eröffnete Röhre der zweitlängste Tunnel im Altnetz (ohne Neubaustrecken) der Deutschen Bahn.
Am 25. April 2011 wurde mit dem Neuen Schlüchterner Tunnel eine zweite Tunnelröhre in Betrieb genommen. Im Februar 2014 wurde der alte Tunnel mit einem Gleis wieder in Betrieb genommen, bis Juni 2014 wurde der neue Tunnel auf ein Gleis zurückgebaut.
Nur wenige Kilometer östlich quert der Landrückentunnel der Schnellfahrstrecke Hannover–Würzburg – mit 10.779 m der längste Tunnel in Deutschland – dasselbe Mittelgebirge.

## Geographie
Der Tunnel durchquert den Landrücken, über den die Rhein-Weser-Wasserscheide verläuft, am so genannten Distelrasen nördlich von Schlüchtern. Etwa parallel dazu verläuft die A 66, deren Streckenführung aber ohne einen Tunnel auskommt.

## Geschichte

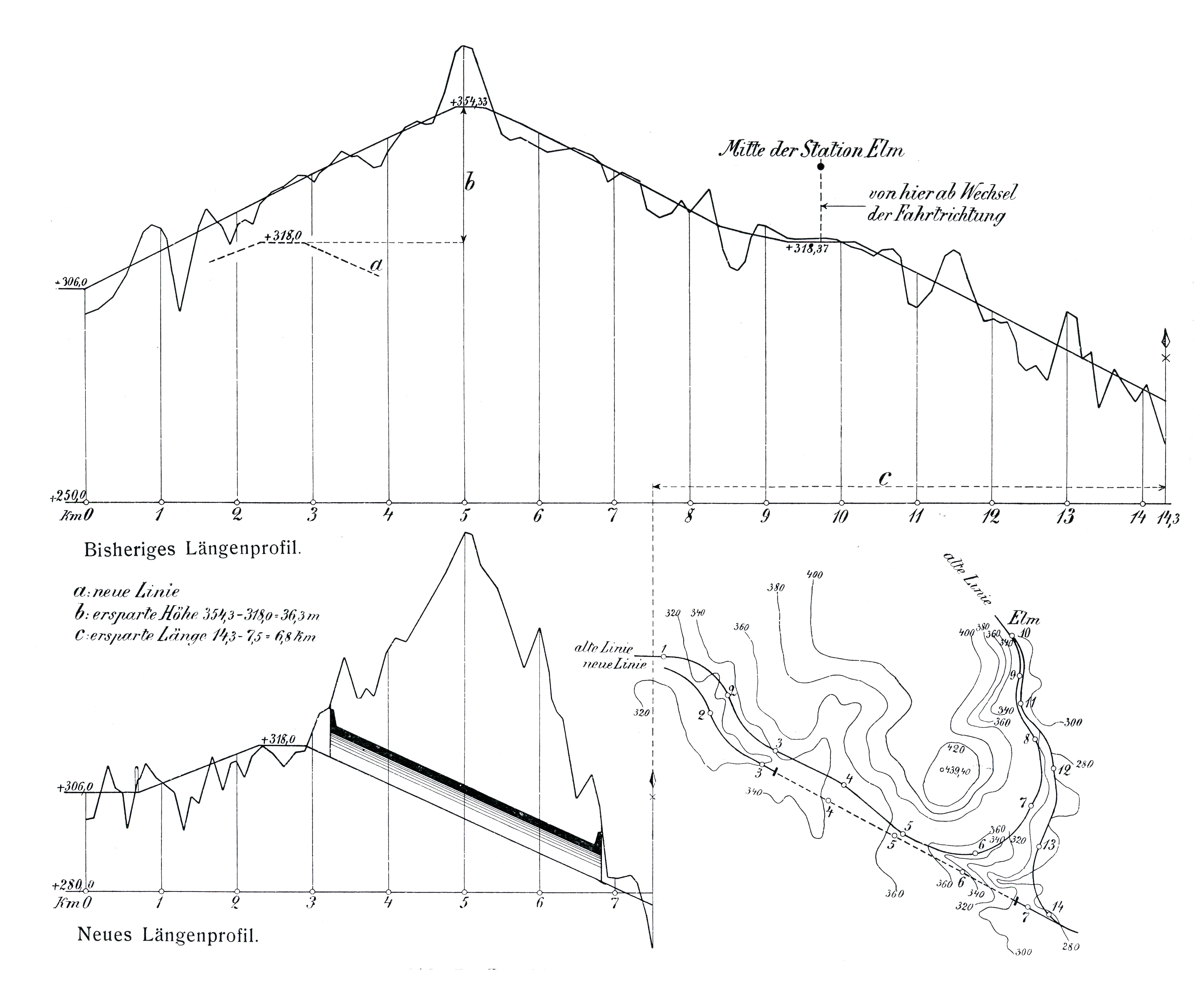
Skizze zum Ersatz der Spitzkehre Elm durch den Schlüchterner Tunnel, 1911

Beim Bau der Frankfurt-Bebraer Eisenbahn Mitte des 19. Jahrhunderts stellte sich die Herausforderung, den Landrücken zu passieren. Da der Bau eines vier Kilometer langen Tunnels zum damaligen Zeitpunkt noch nicht möglich war, wurde der Höhenzug mit einer Spitzkehre überquert, die in den Betriebsbahnhof Elm mündete. Die Anlage wurde 1868 in Betrieb genommen. Dort musste bei den Zügen zwischen Fulda und Hanau die Lokomotive umgesetzt werden. Am spitzen Ende der Kehre wurde 1879 die Verbindungskurve in Richtung Gemünden angeschlossen.
Aufgrund dieser betrieblich unbefriedigenden Situation sowie des Abrutschens eines Bahnhangs bei Elm wurde im Frühjahr 1909 nach 30 Probebohrungen mit dem Vortrieb des Tunnels von beiden Enden begonnen, um die Strecke abzukürzen. Da inzwischen Dynamit zum Vortrieb von Tunneln zur Verfügung stand, hatte sich das Bauvorhaben im anstehenden Sandstein vereinfacht.
Die Tonschichten, im Süden etwa 280 Meter und im Norden 150 Meter lang, wurden im Schildvortrieb mit Eisenringen von vier Metern Länge und elf Metern Durchmesser gequert. Im 24-Stundenbetrieb waren 800 Arbeiter tätig. Bei Kosten von 9,5 Millionen Mark erfolgte die Fertigstellung des Tunnels am 14. Februar 1914.
Das Bauwerk hatte eine Ausmauerung, die auf Streifenfundamenten gegründet war. Der Tunnel verläuft bei einer Steigung von 1:111 Richtung Norden im Grundriss gerade und hat eine maximale Überdeckung von 75 Metern.
Der Schlüchterner Tunnel wurde am 1. Mai 1914 in Betrieb genommen. Der ursprüngliche Inbetriebnahmetermin im Oktober 1912 konnte nicht gehalten werden. Aus wirtschaftlichen Gründen wurde ein Gleismittenabstand von 3,50 m hergestellt. Der Tunnel verfügt über einen Entlüftungsschacht.
Nach mehreren Jahrzehnten Betrieb war das Tunnelgewölbe so porös geworden, dass sich im Winter durch eindringendes Wasser lange Eiszapfen bildeten. Für die 1961 abgeschlossene Elektrifizierung der Kinzigtalbahn musste das Gewölbe über mehrere Monate zunächst abgedichtet werden, um eine Gefährdung des elektrischen Betriebs zu vermeiden. Der Tunnel wurde zwischen Oktober 1960 und September 1961 umgebaut. Da die reguläre Mindestfahrdrahthöhe in dem alten Tunnelprofil nicht hergestellt werden konnte, wurde eine Sondergenehmigung erlassen.
Durch das Bauwerk verkehrten (Stand: 2007) etwa 260 Personen- und Güterzüge pro Tag. Er galt damit damals als einer der meistbefahrenen Eisenbahntunnel in Deutschland.
Im alten zweigleisigen Tunnel waren fahrplanmäßige Begegnungen von Personen- und Güterzügen auszuschließen. Die jetzt eingleisigen zwei Röhren sind mit 160 km/h befahrbar. Die neue Röhre wurde im zweigleisigen Zwischenzustand mit 120 km/h befahren, die alte Röhre konnte zuletzt mit 110 km/h befahren werden.

## Tunnelerweiterung
Nachdem das Mauerwerk der bestehenden Tunnelröhre zunehmend ermüdete und stetige Sanierungen erforderlich machte, wurde eine Grundsanierung des Tunnels absehbar. Die Planungen für einen Neubau wurden in den späten 1980er-Jahren aufgenommen. Die DB Netz AG hat Mitte August 2005 einen Bauauftrag für den Neubau einer parallelen Zusatzröhre neben der alten zweigleisigen Röhre vergeben.
Bei Vergabe wurde mit Kosten von 63 Millionen Euro für den Neubau gerechnet, der 2008 in Betrieb genommen werden sollte.

### Lage
Der Neubau der 3995 m langen Tunnelröhre erfolgte in westlicher Parallellage in einem Abstand von 50 bis 90 Metern zum bestehenden Tunnel. Der Tunnel steigt zum Nordostportal mit einer Längsneigung von 7 Promille von rund 280 m (Südportal) auf rund 310 m (Nordportal) an. Die Trasse verläuft dabei gerade.
Die neue Röhre ist mit dem bestehenden Tunnel über sieben Querschläge verbunden. Ursprünglich waren drei Querschläge von 61 m (bei Streckenkilometer 79,173), 74 m und 88 m Länge vorgesehen, diese wurden später auf sieben erhöht. Sie wurden im Spreng- und Baggervortrieb hergestellt.
Das Südportal der neuen Röhre liegt beim Streckenkilometer 78,1735, das Nordportal bei Km 82,1685. Die Röhre unterquert in ihrem Verlauf unter anderem den Autohof Schlüchtern (km 79,710 bis 80,240) sowie die Bundesautobahn 66 und die ehemalige Bundesstraße 40 (km 81,060 bis 81,310).
Die maximale Überdeckung liegt bei rund 70 m und wird unterhalb des Autohofs erreicht.

### Planung
Um 1987 wurde erwogen, einen im Zuge des Ausbaus der Kinzigtalbahn vorgesehenen Schnellfahrabschnitt zwischen Fulda und Neuhof (rund 15 km) über den Bahnhof Neuhof hinaus durch den neuen Schlüchterner Tunnel um 8 km zu verlängern.
Im Rahmen der Planung wurden eine rund 5,7 km lange Variante südöstlich des bestehenden Tunnels und eine rund 3,6 km lange nordwestlich der Bestandsröhre erwogen.
Das EBA beantragte am 9. September 1994 das Anhörungsverfahren, die Auslegung in den drei betroffenen Kommunen erfolgte zwischen 24. Oktober und 30. November 1994. Der Erörterungstermin fand am 21. September 1995 statt. Im Rahmen der Erörterung wurde der Vorhabenträgerin auferlegt, einen möglichen Bahntransport der Ausbruchsmassen im Rahmen einer Ergänzung zur Umweltverträglichkeitsstudie zu untersuchen. Mitte 1996 fand eine erneute, begrenzte Beteiligung statt. Eine Änderung der Linienführung am Nordportal und eine geänderte Deponierungskonzeption erforderten ein Planänderungsverfahren, das im Juni 1996 beantragt wurde. Die Beteiligung dazu wurde Ende September 1997 eingeleitet und am 20. März 1997 erörtert. Der Planfeststellungsbeschluss erging schließlich am 31. Juli 1998.
Der Beschluss wurde zum 30. Juli 2003 entsprechend der neuen Tunnelrichtlinie des Eisenbahn-Bundesamtes abgeändert. Diese Planänderungen beinhalteten den vorübergehend zweigleisigen Betrieb des neuen Tunnels, die Sanierung des vorhandenen Tunnels und dessen Wiederinbetriebnahme als eingleisiger Tunnel, die Errichtung von Rettungsplätzen an beiden Portalen sowie weitere Anpassungsmaßnahmen. Dieses Verfahren war am 2. März 2001 beantragt worden. Der Erörterungstermin fand am 24. September 2002 statt.
Am 6. Mai 2008 beantragte die Deutsche Bahn eine Planänderung, die am 25. August 2008 genehmigt wurde.

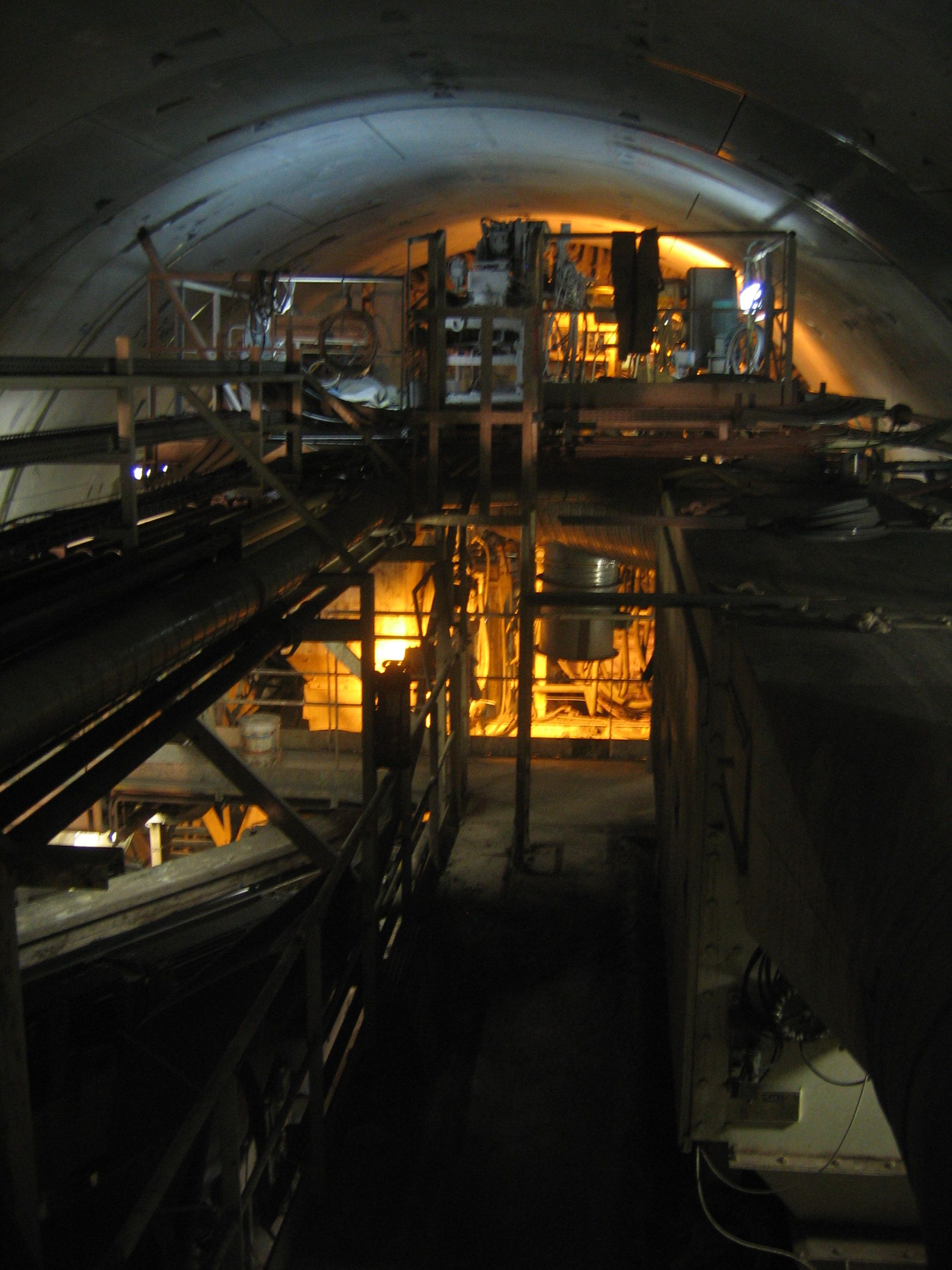
Distelrasentunnel, Tunnelbohrmaschine: Blick von hinten auf das Vortriebsschild

Die Bauleistungen wurden im April 2005 ausgeschrieben und im August 2005 vergeben. Die Gesamtkosten wurden von der Deutschen Bahn Anfang 2009 mit mehr als 200 Millionen Euro angegeben. Noch Anfang 2007 wurde mit Kosten von 180 Millionen Euro gerechnet. Die Vergabe an die bauausführende Arbeitsgemeinschaft Neuer Schlüchterner Tunnel war für einen Auftragswert von rund 66,6 Mio. Euro netto erfolgt. Ende 2007 lagen die geplanten Kosten bei 190 Millionen Euro. Stand August 2010 galt der Kostenrahmen von 200 Millionen Euro als deutlich überschritten. Die Mehrkosten wurden unter anderem durch Bauverzögerungen, Bauschäden und die von drei auf sieben erhöhte Zahl von Querschlägen begründet. Allein die Mehrkosten durch die Verzögerungen und Sanierung nach dem Einbruch der Autobahn wurden mit einem mittleren zweistelligen Millionenbetrag beziffert.

### Bau
Erste Bauarbeiten begannen im November 2004. Das Gesamtvorhaben sollte einschließlich der Sanierung der bestehenden Röhre im Jahr 2010 abgeschlossen werden. Die geplante Länge der neuen Röhre lag dabei bei 4060 m. Die geschätzten Kosten beliefen sich auf rund 160 Millionen Euro. Um die Einwohner der Region Schlüchtern weitgehend vom Baustellenverkehr zu entlasten, wurden zunächst an der A 66 zwei provisorische Anschlussstellen errichtet.
Der Vortrieb der zweiten Röhre begann am 30. März 2007 und erfolgte mittels einer Tunnelbohrmaschine mit einem Durchmesser von 10,24 m. Beim Tunnelvortrieb und beim Aushub seiner Zufahrten wurden insgesamt 150.000 m³ Boden bewegt und 330.000 m³ Fels und Gestein ausgebrochen. Die Patenschaft übernahm Christiane Rhiel, Ehefrau des damaligen hessischen Verkehrsministers Alois Rhiel.
Mit dem Durchbruch wurde, bei Vortriebsbeginn, im April oder Mai 2008 gerechnet. In der frühen Vortriebsphase sackte die Maschine um 30 cm ab. Um Änderungen an der Gradiente im Endzustand zu vermeiden, musste dieser Abschnitt vor Fertigstellung der Baumaßnahme saniert werden. Nach 2.965 m wurde unterhalb der A 66 (Streckenkilometer 81,165) der Vortrieb Ende Februar außerplanmäßig unterbrochen, nachdem die Mineure auf unerwartet hohe Wasservorkommen gestoßen waren. Während ein vorübergehender Zufluss von zwei Litern Wasser pro Sekunde an dieser Stelle erwartet worden war, kam es zu einem andauernden Zufluss der vierfachen Menge. Untersuchungen ergaben bis beinahe zur Geländeoberkante anstehendes Grundwasser. Durch 37 Brunnen wurde der Grundwasserpegel abgesenkt, bevor der Vortrieb wieder aufgenommen werden konnte. Durch das Abpumpen des Grundwassers zwischen Tunnel und Autobahn setzte sich Ende Mai 2008 eine Fahrbahn der A 66, wodurch ein Loch in der Fahrbahndecke entstand. Der Vortrieb wurde am 3. November 2008 wieder aufgenommen. Die Unterfahrung der Autobahn auf einer Länge von 120 m erfolgte nach der Stabilisierung durch Grundwasserabsenkungen und Betoninjektionen. Der vor der Autobahn liegende kritischste Abschnitt wurde am 20. November 2008 durchfahren. Die Wiederherstellung der beschädigten Autobahn-Fahrbahn erfolgte 2009.
Der Vortrieb stand Anfang Dezember 2008 bei 3.220 m, rund 700 m waren noch vorzutreiben. Am 3. März 2009 erreichte die Tunnelbohrmaschine mit dem Ostportal das Ende des Vortriebs. Nach der eisenbahntechnischen Ausrüstung des Rohbaus sollte der Zugverkehr ab November 2009 über die neue Röhre laufen. Anschließend sollte die alte Röhre gesperrt, saniert und neuen Sicherheitsbestimmungen angepasst werden. Nach der ursprünglichen Planung sollten ab 2011 die beiden Röhren jeweils eingleisig betrieben und die restliche Fläche für Rettungswege verwendet werden. Das Gesamtvorhaben sollte bis 2013 abgeschlossen sein.
Nachdem in den verbauten Tübbings Mikrorisse aufgetreten waren, verständigten sich Bauherr und Bauunternehmen Mitte August 2010 auf ein Sanierungskonzept. Mittels spezieller Dübel sollte dabei der Tunnel bis zur Inbetriebnahme saniert werden.
Außer dem Tunnel entstanden beidseitig mehrere hundert Meter lange Anbindungen an die Strecke (jeweils in Bogenlage) sowie vier Brücken.

### Inbetriebnahme der neuen und Sanierung der alten Röhre
Die neue Röhre sollte im Zuge einer 68-stündigen Vollsperrung ab 2. April 2010 in Betrieb genommen werden. Anschließend sollte die alte Röhre gesperrt und bis 2012 grundsaniert werden. Dabei sollte unter anderem eine neue Tunnelinnenschale eingebaut werden. In einem dritten Bauabschnitt sollte anschließend die neue Röhre auf ein Gleis zurückgebaut und damit ein Rettungsweg geschaffen sowie die Querschläge zwischen den Röhren fertiggestellt werden.
Aufgrund von Mängeln an den Tübbings verschob die Deutsche Bahn die Inbetriebnahme des neuen Tunnels im März 2010 zunächst auf unbestimmte Zeit, er wurde schließlich im Rahmen einer Sperrpause an den Osterfeiertagen 2011 am 25. April 2011 in Betrieb genommen. Der erste ICE, der den Tunnel passierte, ICE 599 Berlin Ostbahnhof–München, blieb nach der Durchfahrt liegen, da aufgrund des im Tunnel aufgewirbelten Staubs die Brandmeldeanlage ausgelöst wurde. ICE 598 aus der Gegenrichtung blieb wegen einer Störung der Stromversorgung liegen. Der übrige Verkehr wurde weiträumig umgeleitet.
Im Februar 2011 schrieb die Deutsche Bahn den Ausbau des bestehenden Tunnels aus. Der zu vergebende Auftrag sollte von Juli 2011 bis März 2014 laufen. Der Auftrag wurde im Juni 2011 vergeben, die Arbeiten im Herbst 2011 aufgenommen. Die Inbetriebnahme war für Februar 2014 angekündigt.
Im Dezember 2013 wurde die Umrüstung des Neuen Schlüchterner Tunnels auf den eingleisigen Endzustand für 8,7 Millionen Euro an eine Arbeitsgemeinschaft vergeben. In deren Rahmen sollten unter anderem die zweigleisige Feste Fahrbahn zurückgebaut, eine neue, eingleisige Feste Fahrbahn aufgebaut, eine Reihe von Anpassungsmaßnahmen durchgeführt und Baustraßen zurückgebaut werden.
Am Wochenende 21. bis 24. Februar 2014 wurde der alte Tunnel mit einem Gleis in Betrieb genommen. Vom 28. Februar bis 3. März 2014 wurde der neue Tunnel für den Umbau der Röhre auf eingleisigen Betrieb vom Streckennetz getrennt. Während des Umbaus, der am 9. Juni 2014 abgeschlossen war, wurde der Zugverkehr im Gleiswechselbetrieb auf dem Gleis des alten Tunnels abgewickelt. In der Nacht zum 24. August 2014 fand eine Rettungsübung im Tunnel mit mehr als 600 Beteiligten statt.
Der Bestandtunnel hatte ursprünglich eine Auskleidung mit einem Ziegelmauerwerk, das in der Form eines Hufeisens auf dem anstehenden Fels stand. Im Rahmen der Sanierung wurde die Sohle vertieft und ein Sohlgewölbe sowie eine 40 cm dicke Betoninnenschale eingebaut. Außerdem wurden zwischen Altem und Neuem Schlüchterner Tunnel sieben Verbindungsstollen erstellt und der Alte Tunnel in offener Bauweise um 60 auf 3635 m verlängert. Für den Endzustand wurde der Tunnel eingleisig mit einer Festen Fahrbahn ausgerüstet.

### Bautechnik
Die Tunnelröhre wurde mit Tübbings ausgekleidet. Acht normale „Steine“ und ein „Schlussstein“ bilden einen Ring von rund 45 cm Wandstärke. Der Außendurchmesser der Ringe liegt bei 9,90 m, der Innendurchmesser bei 9,00 m. Der Ringspalt (17 cm) zwischen Tunnelaußenseite und Ausbruchsquerschnitt (10,24 m Durchmesser) wurde mit rund 5,5 m³ Mörtel je Laufmeter hinterfüllt.
Die Tübbings wurden in Neumarkt in der Oberpfalz produziert und per Bahn zu einer nahe gelegenen Verladestation transportiert, dort auf Lkw verladen und zur Baustelle transportiert.

### Geologie
Der Tunnel durchquert auf rund 35 % der Länge Schichten des Oberen Buntsandsteins, zu rund 50 % Schichten des Mittleren Buntsandsteins und zu rund 15 % Tertiär. Im Bereich des Südportals sowie in seiner nördlichen Hälfte liegt der Tunnel unter dem Grundwasser.